# Gig Harbor High School
Gig Harbor High School je státní střední škola ve městě Gig Harbor v americkém státě Washington.
Založena byla roku 1978 jako škola úrovně 2A, nyní se ale nachází na úrovni 4A. Jejími rivaly jsou Peninsula High School a South Kitsap High School.

## Zázemí
V roce 1990 byla budova školy třífázově renovována. Oproti původnímu plánu byly ušetřeny dva měsíce a půl milionu dolarů. V první fázi byla postavená nová budova školy a nová tělocvična, ve druhé renovován stávající prostor školy a jídelna a postavena nová správní budova a ve třetí fázi byla stará správní budova předělána ve třídy a hudební učebny.

## Sporty
Škole se daří v přespolním běhu, který zde koučuje Mark Wieczorek. Dívčí tým vyhrál tři státní tituly v řadě mezi lety 2005 a 2007, roku 2005 navíc skončil celkově sedmý v celé zemi. Chlapecký tým vyhrál po dlouhé době státní titul v roce 2011.
Tým amerického fotbalu už několikrát vyhrál regionální ligu, ve které jsou úspěšné i oba tenisové týmy. Tenisté jsou trénováni Kevinem Davisem a každý rok od roku 2004 je z jejich týmu povolán na státní mistrovství alespoň jeden hráč. Roku 2008 ale vyhrála státní titul za Gig Harbor tenistka Kristy Sipes.
V baseballe patří škola každoročně mezi favority, naposledy vyhrála státní titul roku 1997. V roce 2010 vyhrála regionální ligu. V zápase vyhrál naposledy za školu v roce 1995 státní titul Raoul Ancira.
Škole se daří i v atletice, a to možná nejvíce ze všech sportů. Roku 2007 vyhrála státní titul jak mezi dívkami, tak chlapci. Jejich trenérem je Kevin Eager. Tým vodního póla vyhrál od roku 2010 tři státní tituly třikrát v řadě.

## Známí absolventi
- Corey Procter – hráč amerického fotbalu na pozici centra/guarda, naposledy za Miami Dolphins
- Austin Seferian-Jenkins – hráč amerického fotbalu za University of Washington na pozici tight enda